# Nova Nazaré
Nova Nazaré es un municipio brasilero del estado de Mato Grosso. Su población estimada en 2007 es de 2.745 habitantes.